# Order of the Secret Monitor

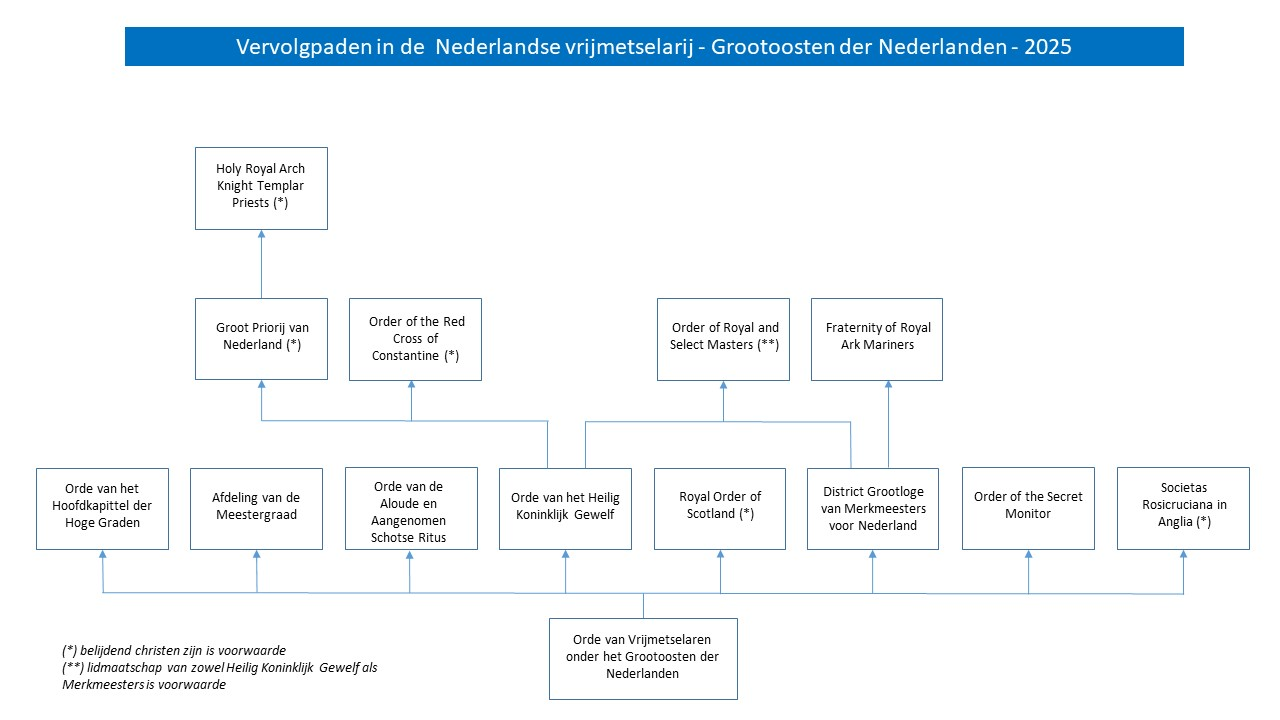
Vervolgpaden Grootoosten der Nederlanden

De Order of the Secret Monitor is een Engelse obediëntie, oftewel een koepel van vrijmetselaarsloges. Binnen de orde worden de loges aangeduid als conclaven. In Nederland is de orde vertegenwoordigd door het conclaaf 'Fidelitas' in Bilthoven. Lidmaatschap van de Order of the Secret Monitor is een van de mogelijke vervolgpaden voor vrijmetselaren in Nederland vanuit de symbolieke – of 'blauwe' - loges van de Orde van Vrijmetselaren onder het Grootoosten der Nederlanden, waar de basisgraden van leerling, gezel en meester worden verleend.
De Order of the Secret Monitor heeft een eigen ritus, met daarbinnen drie graden:
- Secret Monitor
- Prince
- Supreme Ruler

Enige voorwaarde voor het lidmaatschap van de Order of the Secret Monitor is dat men meester vrijmetselaar is in een symbolieke loge. Het lidmaatschap is daarnaast alleen op uitnodiging. De Order of the Secret Monitor is anno 2025 in bijna alle werelddelen aanwezig.
De ritus van de Order of the Secret Monitor speelt zich af rondom de vriendschap tussen de bijbelse figuren Jonathan en David, zoals beschreven in het bijbelboek 1:Samuel. De term 'Secret Monitor' verwijst naar het bijbelverhaal waarin Jonathan op steelse wijze David waarschuwt voor gevaar door pijlen af te schieten (1:Samuel 20).
In het zegel van de orde staan twee gespiegelde figuren afgebeeld, welke David en Jonathan voorstellen. Jonathan heeft een boog met drie pijlen in zijn linkerhand, een verwijzing naar het eerdergenoemde bijbelverhaal. David is afgebeeld met in zijn rechterhand een lier, het instrument waar hij vaak op speelde volgens de bijbel. In het midden staat een Davidsster - ook wel schild van David genoemd - met daar doorheen drie pijlen en de letters 'D' en 'J'.

## Structuur
Het hoogste bestuurlijk orgaan van de orde is het Grand Conclave of the Order of the Secret Monitor - de grootloge - welke haar zetel heeft in Londen. Het Grand Conclave wordt voorgezeten door de Grand Supreme Ruler. Deze wordt bijgestaan door een aantal bestuursleden - ook wel grootofficieren genaamd - zoals de Grand Treasurer (thesaurier) en de Grand Recorder (secretaris).
In Engeland zijn de conclaven ingedeeld in Provinces, daarbuiten veelal in Districts per land of per regio. Het bestuurlijk orgaan van een District is de District Grand Lodge met aan het hoofd een District Grand Master, welke verantwoording aflegt aan de grootloge in Engeland. De District Grandmaster is tevens voorzitter van het bestuur van de District Grand Lodge wat verder functionarissen kent zoals de District Grand Secretary en de District Grand Treasurer. De Provinces kennen een analoge opzet.
Aan het hoofd van een conclaaf staat de Supreme Ruler, die verantwoording aflegt aan de Province of het District. De Supreme Ruler wordt onder meer bijgestaan door de Secretary, de Treasurer en een aantal meer ceremoniële functionarissen. Als een Supreme Ruler wordt gekozen, wordt hij geïnstalleerd middels inwijding in de derde graad van de ritus.

## Geschiedenis

### Ontstaan
De oorsprong van de Order of the Secret Monitor zou in Nederland liggen. Hier is echter geen sluitend bewijs van. Zeker is dat er halverwege de achttiende eeuw een christelijke 'Orde van Jonathan en David' bestond in Nederland, die zeven graden kende. Mogelijk zou deze orde - of een voorloper hiervan - door emigranten meegenomen zijn naar de Verenigde Staten waarna daar een maçonnieke graad ontstond, de Secret Monitor or Trading Degree. Deze kon van de ene vrijmetselaar op de andere worden overgedragen middels een eenvoudig ritueel.
Halverwege de negentiende eeuw was in de Verenigde Staten in elk geval een maçonnieke orde aanwezig, waarvan het ritueel overeenkomsten vertoonde met dat van de huidige eerste graad van de Order of the Secret Monitor. Deze orde stond onder verschillende namen bekend: the Order of Brotherly Love, the Order of Jonathan and David of the Order of the Secret Monitor.
Sleutelfiguur bij de oprichting van de Order of the Secret Monitor in Engeland was de arts Issachar Zacharie (1827-1900). Geboren in Engeland, emigreerde hij op jonge leeftijd met zijn ouders naar de Verenigde Staten. Ingewijd als vrijmetselaar en in de Order of the Secret Monitor keerde hij in 1875 terug naar Engeland en begon een praktijk in Londen. Hij kwam daar in contact met enkele andere vrijmetselaars die in de Verenigde Staten eveneens waren ingewijd in de Order of the Secret Monitor. Op 17 juni 1887 werd in zijn woning het Grand Council - later Grand Conclave - van de Order of the Secret Monitor opgericht en Issachar Zacharie werd hierbij gekozen als de eerste Grand Supreme Ruler van de orde.

### Verdere ontwikkeling

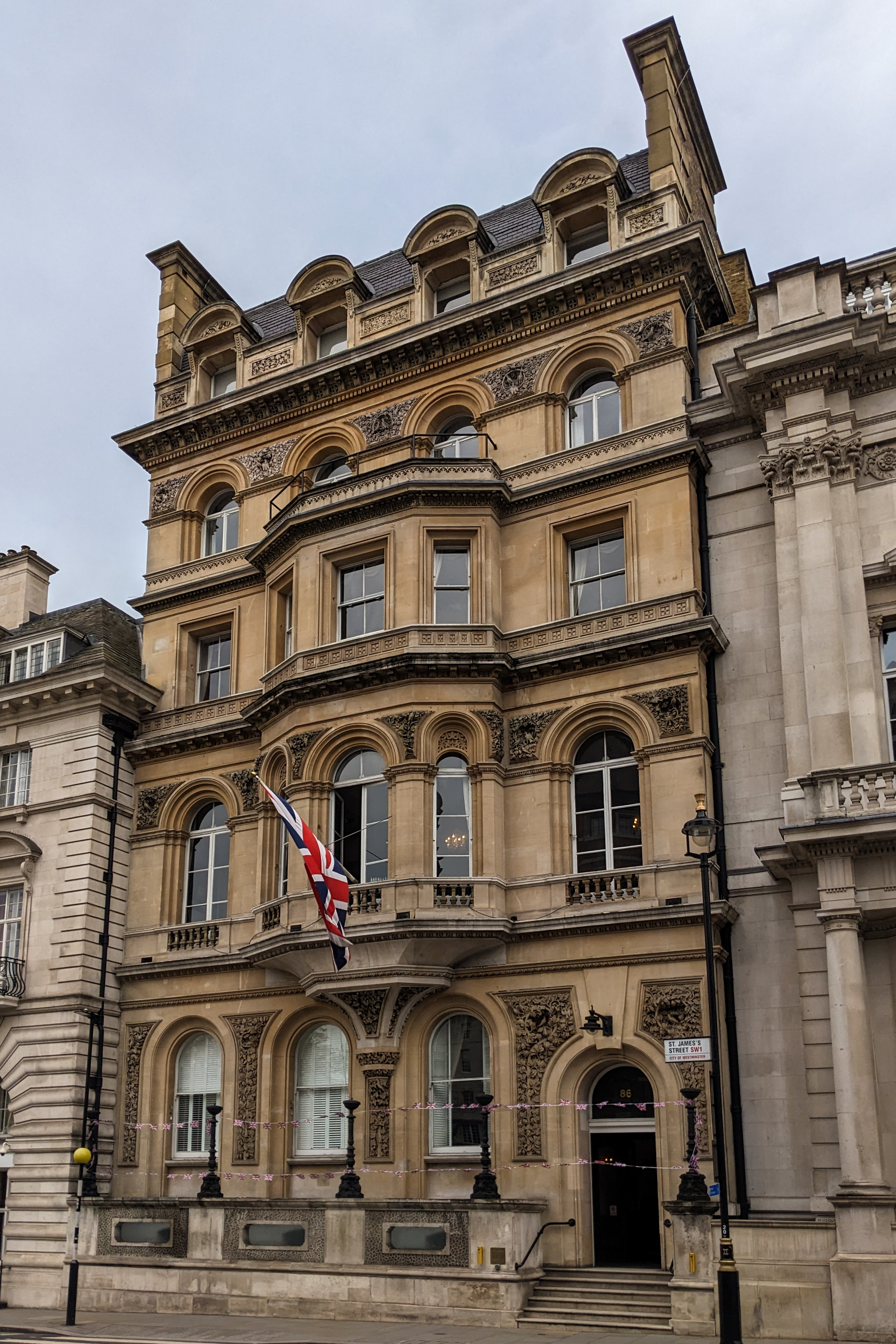
Mark Masons' Hall, Londen

In eerste instantie kende de ritus van de nieuwe orde slechts een enkele graad, maar nog voor het eind van 1887 werden de ritualen voor de tweede en derde graad goedgekeurd. Het aantal conclaven nam vanaf het begin snel toe, in Engeland maar ook in andere delen van het Britse koninkrijk; bij de overgang van de 19e naar de 20e eeuw waren al meer dan 30 conclaven opgericht.
In de Verenigde Staten bleef de graad van Secret Monitor bestaan na de oprichting van het Engelse Grand Conclave. De graad kwam daar onder de hoede van de Allied Masonic Degrees, een Amerikaanse obediëntie, maar het Grand Conclave en de Allied Masonic Degrees betwistten elkaar het eigenaarschap van de graad. In 1931 was echter C.W. Napier-Clavering zowel Grand Supreme Ruler van de Order of the Secret Monitor als Grand Master van de Allied Masonic Degrees. Hij wist te bewerkstelligen dat de beide obediënties elkaars rechten wederzijds erkenden, waarmee het geschil ten einde kwam. In de Verenigde Staten vormt de Order of the Secret Monitor nog steeds onderdeel van de Allied Masonic Degrees, sinds 2000 mag hier ook de Engelse ritus bij worden toegepast.

### Invoering in Nederland
In 2006 werd in Nederland het conclaaf Fidelitas met rangnummer 494 geconstitueerd. Dit is een zogenaamd unattached conclaaf, wat betekent dat het conclaaf geen onderdeel is van een District maar direct onder het gezag van de orde in Engeland valt. Het conclaaf komt bijeen in Huize het Oosten in Bilthoven.

## Trivia
- Een vervolgpad op de Order of the Secret Monitor wordt gevormd door de Order of the Scarlet Cord[3]. Deze orde - welke niet actief is in Nederland - bestond eerder in Engeland van 1889 tot 1929 en is heropgericht in 2010. De ritus van de orde kent zes graden.
- De hoofdzetel van de Order of the Secret Monitor is sinds 1958 Mark Masons Hall, St. James Street in Londen. Hier zijn verschillende obediënties gevestigd die zich bezig houden met vervolgpaden, waaronder ook de Order of the Scarlet Cord.
- Liefdadigheid is een belangrijk onderdeel van de Order of the Secret Monitor. Aan de orde is het Secret Monitor Benevolent Fund verbonden, wat jaarlijks schenkingen doet aan verschillende maatschappelijke instellingen. Jaarlijks organiseert de orde een ‘Benevolent Fund Festival’ om geld in te zamelen.